# Хошеутовский сельсовет
Хошеу́товский сельсове́т — муниципальное образование в Астраханской области Харабалинского района, административный центр — село Хошеутово.

## История
6 августа 2004 года в соответствии с Законом Астраханской области № 43/2004-ОЗ установлены границы муниципального образования, сельсовет наделен статусом сельского поселения.

## Население
| 2010  | 2012  | 2013  | 2014  | 2015  | 2016  | 2017  |
| ----- | ----- | ----- | ----- | ----- | ----- | ----- |
| 3178  | ↘3171 | ↗3172 | ↘3154 | ↘3147 | ↗3174 | ↗3205 |
| 2018  | 2019  | 2020  | 2021  |       |       |       |
| ↗3226 | ↘3200 | ↘3167 | ↗3433 |       |       |       |

## Состав сельского поселения
| № | Населённый пункт | Тип населённого пункта       | Население |
| - | ---------------- | ---------------------------- | --------- |
| 1 | Ахтубинка        | село                         | ↗296      |
| 2 | Лапас            | село                         | ↗688      |
| 3 | Хошеутово        | село, административный центр | ↗2300     |